# Tartigny
Tartigny és un municipi francès, situat al departament de l'Oise i a la regió dels Alts de França. L'any 1999 tenia 229 habitants.

## Situació
Tartigny es troba molt a prop del departament del Somme. També està a prop de la important carretera D930, que uneix Montdidier i Breteuil. El poble es troba al cim d'un petit turó.

## Administració
Esclainvillers forma part del cantó de Breteuil, que al seu torn forma part de l'arrondissement de Clermont. L'alcalde de la ciutat és Paul Thoma (2001-2008).

## Història
Ja es té constància de l'existència de la població l'any 766, en què s'anomenava Tertiniagum. Entre 1825 i 1833, va dependre de la comuna de Rouvroy-les-Merles.
Durant la sequera que hi hagué l'any 1976, s'hi va descobrir una necròpoli gal·la que va ser excavada el 1983. La zona excavada es pot dividir en quatre parts quadrades: una primera gran fossa de 18,7 metres que tancava una sepultura volcada per un pillatge anterior, amb una desena de vasos i un petit objecte de platina de bronze. Una segona fossa, lleugerament trapezoïdal, es troba enganxada al costat occidental de la primera.
Al centre hi havia una sepultura pels incinerats, dins una fossa quadrada de 2,8 per 2,95 metres. A la banda septentrional hi havia quatres vasos d'ofrenes i una pinça de depilació. No gaire lluny de les dues primeres, hi havia dues petites fosses quadrades de 6,2 metres de costat i sense sepultura.

## Llocs d'interès
- L'església de Sant Martí, amb un cor i un transsepte renaixentistes. El portal, la nau i el campanar, en canvi, són del segle xix.